# 判決先例
判決先例（英語：precedent），又稱判例、先例、前例。秉承先例（英語：doctrine of precedents）即是依照先例原則判案:77。在普通法體系下指的是根據先前的法律案件（legal case）而建立起的法律原則或規範。而遵循先例（拉丁語：Stare decisis）是一種法律原則，意指法官應該尊重已經形成的判決先例，法院在面對類似的法律案件或是事實時，應該適用先前的規範，作出類似判決。遵循先例是判例法形成的基礎。
只有上诉法庭的判决才对下级法庭有约束力。而上诉法庭一般由三、五、七、甚至九名法官组成。因此，法庭在可行的情况下，形成「法庭的意见」（opinion of the court/Majority opinion），即至少由多数的法官认同的判决。如此，即使部分法官对判决有异议，判决既然获得法庭多数的承认，对下级法庭仍然有约束力。

## 原理
遵循先例（拉丁語：Stare decisis），其名稱來自於拉丁法諺，「堅持決定，而且不要去擾亂不應該被擾亂的」（Stare decisis et non quieta movere）。

## 外部連結
- 维基语录上有关Precedent的语录
- 维基词典中的词条「判決先例」